# Алонсо, Иван
Ива́н Ало́нсо (исп. Iván Daniel Alonso Vallejo; род. 10 апреля 1979[…], Монтевидео) — уругвайский футболист, нападающий.

## Биография
Алонсо родился в Монтевидео и начал свою футбольную карьеру в местном клубе «Ривер Плейт». После двух сезонов, проведенных на родине, Иван решил попробовать себя в зарубежном клубе и принял предложение испанского «Алавеса». В первом сезоне он являлся запасным игроком, приняв участие в матчах Ла Лиги, в основном выходя на замену, но, несмотря на это, забил 8 мячей. Также активно помог своей команде в Кубке УЕФА, Алонсо поразил ворота «Ливерпуля» в финальном противостоянии турнира. Со временем в тандеме с Хави Морено Иван составил грозный атакующий дуэт. За «Алавес» нападающий провёл более 100 матчей и забил около 30 мячей во всех соревнованиях.
После четырёх сезонов Алонсо покинул команду и присоединился к «Мурсии», выступавшей в Сегунде. В дебютном сезоне Иван забил 11 мячей и стал лучшим бомбардиром команды. В сезоне 2006/07 он продолжил активно забивать, увеличив свои показатели до 14 мячей в 40 матчах чемпионата, чем помог своему клубу выйти в Ла Лигу. Однако уже в следующем сезоне «Мурсия» вернулась во Второй дивизион, но даже несмотря на это Алонсо остался лучшим бомбардиром команды, забив 10 мячей.
В январе 2009 года Иван возвратился в Ла Лигу, перейдя в «Эспаньол» за 2,4 млн €. В основном составе команды Иван закрепился благодаря травме Рауля Тамудо. До окончания чемпионата Алонсо забил несколько важных мячей, в том числе гол в ворота «Альмерии», который спас команду из Барселоны от вылета в Сегунду.
23 сентября 2009 года в матче против «Малаги» Иван забил гол, который помог его команде победить 2:1. Забитый мяч нападающий посвятил умершему на предсезонных сборах партнёру по команде Даниэлю Харке. С прибытием в команду в январе 2010 года Пабло Освальдо на правах аренды Алонсо потерял место основного нападающего. Несмотря на это Иван продолжал бороться за право играть в стартовом составе. 11 апреля, на следующий день после своего дня рождения, в поединке против «Атлетико» уругвайский нападающий забил гол спустя минуту после появления на поле вместо Освальдо.
После 11 лет, проведенных в Испании, Алонсо принял решение сменить обстановку. В июне 2011 года он подписал контракт с мексиканской «Толукой». 23 июля в матче против «Эстудиантес Текос» он дебютировал в мексиканской Примере. В этом же поединке Иван забил свой первый гол за «Толуку». В своём первом и единственном сезоне за новую команду Иван стал лучшим бомбардиром Примеры, забив 11 мячей в Апертуре 2011 и ещё 14 — в Клаусуре 2012. Несмотря на все старания нападающего, клуб занял лишь 12 место. В начале июля 2012 года Алонсо покинул «Толуку» из-за проблем с сердцем, а в последующем объявил о завершении карьеры футболиста.
В начале 2013 года Алонсо возобновил карьеру, приняв приглашение «Насьоналя». 3 марта в матче против «Серро-Ларго» он дебютировал за новую команду. В матчах Кубка Либертадорес против «Барселоны» (Гуаякиль) и своего предыдущего клуба «Толуки» Иван забил три гола. По итогам сезона 2014/15 Алонсо был признан лучшим игроком чемпионата Уругвая по версии El Observador.
В начале 2016 года Алонсо на правах свободного агента перешёл в аргентинский Ривер Плейт. 8 февраля в матче против «Кильмеса» он дебютировал в аргентинской Примере, заменив во втором тайме Гонсало Мартинеса. Через неделю в поединке против «Бельграно» Иван забил свой первый гол за «Ривер Плейт». В матчах Кубка Либертадорес против бразильского «Сан-Паулу» и венесуэльского «Трухильянос» он забил три гола.

## Личная жизнь
Родной брат Ивана, Матиас и двоюродный Диего, также являются профессиональными футболистами.

## Достижения
Командные
«Алавес»
- Кубок УЕФА — 2000/2001

Индивидуальные
«Толука»
- Лучший бомбардир Апертуры 2011 — 11 мячей
- Лучший бомбардир Клаусуры 2012 — 14 мячей

«Насьональ»
- Лучший бомбардир чемпионата Уругвая 2014/15 — 23 гола
- Лучший игрок чемпионата Уругвая сезона 2014/15